# Mare de Déu de l'Estrella del Mar de la Platja d'Argelers

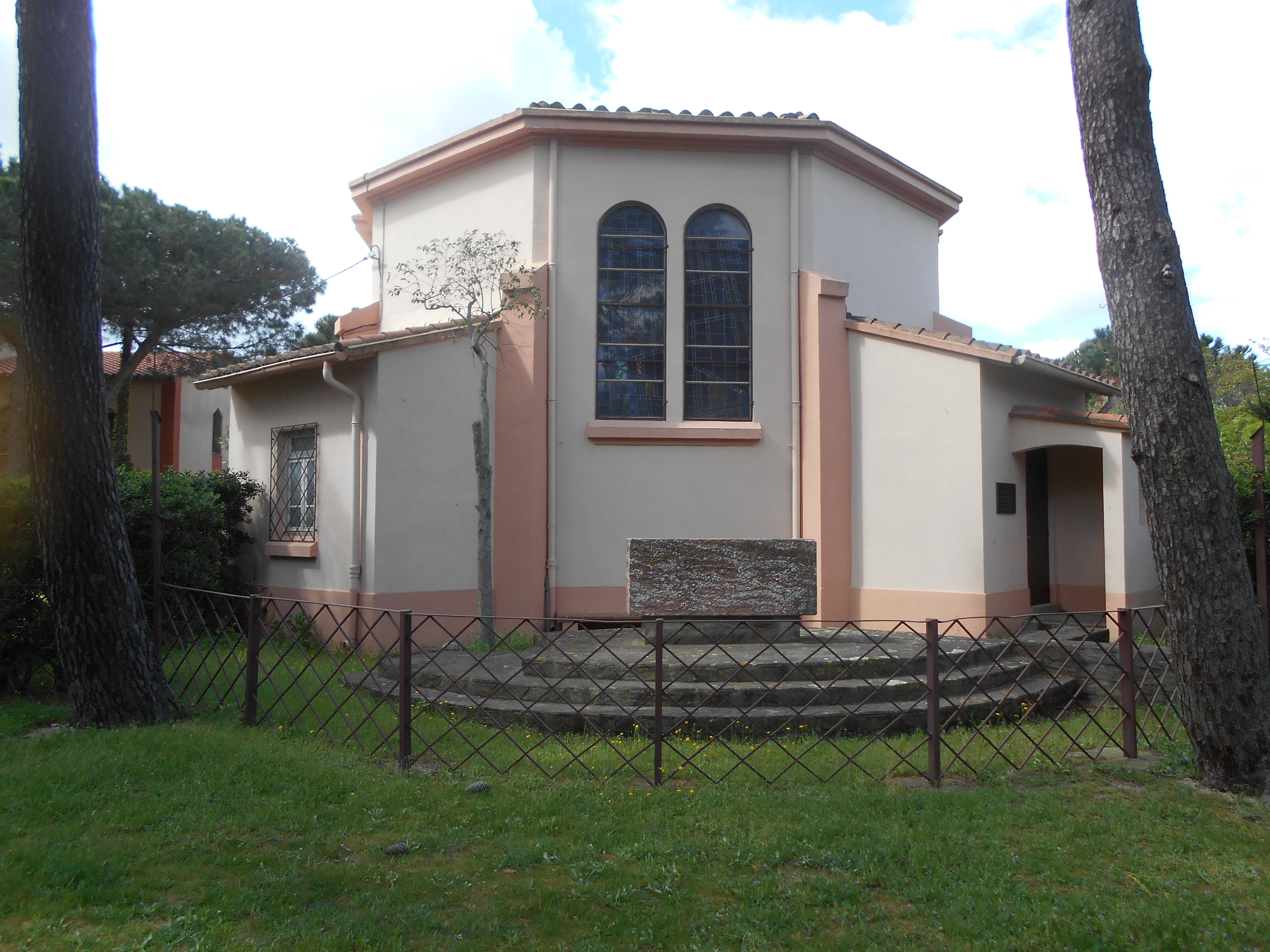
Absis de llevant de la capella i altar per a misses a l'aire lliure

La Mare de Déu de l'Estrella del Mar, popularment la Capella dels Pins, és l'església del nucli de la Platja d'Argelers, del terme comunal d'Argelers, a la comarca del Rosselló, Catalunya del Nord.
Està situada al sud de la zona central del nucli de la Platja d'Argelers, a l'Avinguda de les Mimoses, davant d'una plaça i a ponent de la Platja dels Pîns. Juntament amb la Policia Municipal i l'Oficina de Turisme, que té algunes oficines municipals, constitueix un petit nucli que fa de centre administratiu del nucli de la Platja d'Argelers. Té categoria d'església sufragània de Santa Maria del Prat.
És un edifici de la segona meitat del segle xx, sense gaire atractiu arquitectònic. És d'una sola nau, amb absis a llevant i un altar exterior darrere l'absis per a poder celebrar misses a l'aire lliure. És una capella pensada per a atendre els serveis espirituals catòlics de la colònia d'estiuejants, però atès que s'ha consolidat a la Platja d'Argelers un cert nombre d'habitants tot l'any, és habitual el seu ús almenys una vegada al mes.